# Tomáš Tyrlík
Tomáš Tyrlík (ur. 1 grudnia 1969) – luterański duchowny, od 2017 biskup Śląskiego Kościoła Ewangelickiego Augsburskiego Wyznania w Czechach.

## Życiorys
Studiował teologię w Bratysławie, Erlangen i Warszawie. Został ordynowany 31 lipca 1994. Pracował w zborach we Frydku Mistku (1994–2003) oraz w Trzanowicach (2003–2017). W latach 1998–2017 pełnił ponadto funkcję seniora  senioratu frydeckiego Śląskiego Kościoła Ewangelickiego Augsburskiego Wyznania. W 2006 został członkiem Rady Kościoła. W 2011 powołano go zastępcą biskupa. Podczas Synodu SCEAV odbywającego się w dniach 3-4 czerwca 2016 został wybrany nowym biskupem kościoła, urząd zaczął pełnić od 21 maja 2017. Od 2021 roku jest prezesem Ekumenicznej Rady Kościołów w Republice Czeskiej.
Jest żonaty, z małżonką Lilią ma troje dzieci.